# Pajar Bulan (Semendo Darat Ulu)
Pajar Bulan is een bestuurslaag in het regentschap Muara Enim van de provincie Zuid-Sumatra, Indonesië. Pajar Bulan telt 2617 inwoners (volkstelling 2010).